# Одаленго-Пікколо
Одаленго-Пікколо, Одаленґо-Пікколо (італ. Odalengo Piccolo, п'єм. Audalengh Cit) — муніципалітет в Італії, у регіоні П'ємонт,  провінція Алессандрія.
Одаленго-Пікколо розташоване на відстані близько 500 км на північний захід від Рима, 40 км на схід від Турина, 37 км на північний захід від Алессандрії.
Населення — 267 осіб (2014).
Щорічний фестиваль відбувається 29 червня. Покровитель — святий Петро.

## Демографія
Населення за роками:

Станом на 1 січня 2023 року в муніципалітеті офіційно проживало 15 іноземців з 8 країн, серед них 6 громадян країн Євросоюзу.

## Сусідні муніципалітети
- Альфьяно-Натта
- Кастеллетто-Мерлі
- Черрина-Монферрато
- Одаленго-Гранде
- Вілладеаті